# TweetDeck
TweetDeck je desktopový Twitter klient. Stejně jako ostatní aplikace pro Twitter komunikuje s jeho API, čímž uživatelům umožňuje odesílat a přijímat tweety a zobrazovat profily uživatelů. S 19% podílem na trhu je to nejpopulárnější Twitterová aplikace pro odesílání nových tweetů, hned po webovém rozhraní s 45,70% podílem. Je kompatibilní se systémy Microsoft Windows i Mac OS X, s možnou ruční instalací na GNU/Linux. Verze pro iPhone byla vydána 19. června 2009.

## Uživatelské rozhraní
Uživatelé si mohou program rozdělit do sloupců, zobrazující různé věci, například tweety od přátel. TweetDeck také spolupracuje s aplikacemi jako Twitscoop, 12seconds a Stocktwits, přičemž všechny mohou být zobrazeny ve vlastních sloupcích. Uživatelům také umožňuje rozdělit si lidi, které sledují, do různých skupin, což je pro hodně uživatelů užitečná funkce.

## Integrace s Facebookem
16. března 2009 byla vydána verze, která podporovala aktualizaci stavu na Facebooku. Od 8. dubna 2009 je tato funkce standardní součástí programu.